# Scherzo zongorára és zenekarra (Bartók)
A Scherzo zongorára és zenekarra (Op. 2, Sz. 28, BB 35) című művét Bartók Béla 1904-ben írta. A darab Bartók életében nem hangzott el (a zenekar hozzáállása miatt), pedig a szerző komoly reményeket fűzött hozzá. A művet Denijs Dille fedezte fel a szerző hagyatékában, és ő rendezte sajtó alá 1961-ben. Ekkor volt a Scherzo első nyilvános előadása is a Magyar Rádióban, Lehel György vezényletével. A zongoraszólót Tusa Erzsébet játszotta.
A mű formája, a Rapszódiához hasonlóan kéttételes felépítést követ: egy lassú és egy gyors részre tagolódik.
Maga a scherzo a gyors részben hallható, ennek előjátéka a lassú szakasz.
„Táncfantázia, amely hol a maga zenei anyagának verbunkos-csárdás származását hangsúlyozza, hol – a hangszerelés, a beállítás révén – már egy különös, groteszk, reális-irreális világba ragadja hallgatóját. Hogy ez az utóbbi hang inspirálói közé számíthatja Richard Strauss Burleske-jét, de főleg Till Eulenspiegeljét is, szinte természetes” – írja Kroó György.
A forma lekerekítését célozza a mű nyitásául szolgáló klarinétdallam visszatérése a Scherzo befejezésénél.
A mű jelentőségét így foglalta össze Somfai László: „A zongora-zenekari Scherzo nyilvánosságra kerülése óta többen megírták, hogy a »ma poco variato« rész egész sor későbbi Bartók-partitúra előfutára. A Két kép-beli Falu tánca robusztus jelenetei, az 1. román táncból hangszerelt zenekari változat, a Négy zenekari darab scherzója, de legfőképpen A fából faragott királyfi fabáb-karaktere és táncanyaga új megvilágításba kerültek azóta, hogy tudjuk, már 1904–1905-ben »feltalálta« Bartók művének ezt a rendkívül jellemző barbaro-hangját. Ő bizonyára tisztában volt jelentőségével, s alkalmasint ez magyarázza, hogy megtiltotta a rendetlennek ígérkező bemutató előadást. Hiszen nem a maga pianista képességeinek csillogtatását szolgálta a partitúra! Jószerivel meg sem menthette volna a produkciót, mert a zenekar mellett eltörpült a zongora szerepe.”

## Autográf anyagok
- Vázlatanyaga/fogalmazványa lappang.
- Tisztázat jellegű autográf, 2-zongorás letét forma, a hangszerelést előkészítő bejegyzésekkel (Bartók Archívum, Budapest: BH29b).
- Autográf partitúra (Bartók Archívum, Budapest: BH29a).
- Zenekari szólamok (41 füzet), másolat, de egy cselló, egy nagybőgő, a fa- és rézfúvós, az ütő és a hárfaszólamok részben, összesen 183 levél terjedelemben, autográf másolat (Bartók Archívum, Budapest: BH30).